# كنوت ماغنوس اولسن
كنوت ماغنوس اولسن (بالنرويجية البوكمول: Knut Magnus Olsen)‏ هو فلاح وسياسي نرويجي، ولد في 6 مايو 1954 في النرويج. حزبياً، نشط في حزب الوسط. وقد انتخب نائب عضو برلمان النرويج ‏.